# Unterwolfsknock
Unterwolfsknock (oberfränkisch: Wulfsgnogg) ist eine Wüstung auf dem Gemeindegebiet des Marktes Thurnau im oberfränkischen Landkreis Kulmbach in Bayern.

## Geographie
Die Einöde lag auf einer Höhe von 346 m ü. NHN am Fuße einer im Osten gelegenen bewaldeten Anhöhe. Im Westen war sie von Acker- und Grünland umgeben; dort floss der Aubach in Süd-Nord-Richtung vorbei.

## Geschichte
1805 wurde der Ort erstmals „Unterer Wolfsknock“ erwähnt zur Unterscheidung vom „Oberen Wolfsknock“. Das Grundwort des Ortsnamens ist knoc (mhd. für Nacken, Buckel, Hügel), das Bestimmungswort ist das Tier Wolf.
Von 1797 bis 1810 unterstand der Ort dem Patrimonialgericht Thurnau. Mit dem Gemeindeedikt wurde Unterwolfsknock 1811 dem Steuerdistrikt Thurnau und 1818 der Munizipalgemeinde Thurnau zugewiesen. Nach 1900 wurde der Ort nicht mehr erwähnt.

### Einwohnerentwicklung
| Jahr      | 001809 | 001818 | 001861 | 001871 | 001885 | 001900 |
| Einwohner | *      | 5      | *      | 6      | 5      | 7      |
| Häuser    |        | 1      |        |        | 1      | 1      |
| Quelle    | [ 6 ]  | [ 4 ]  | [ 7 ]  | [ 8 ]  | [ 9 ]  | [ 10 ] |

## Religion
Die Einwohner evangelisch-lutherischer Konfession waren nach St. Laurentius (Thurnau) gepfarrt.

## Weblink
- Unterwolfsknock in der Ortsdatenbank des bavarikon, abgerufen am 20. August 2021.